# Établissement public d'aménagement et de gestion de l'eau
Un établissement public d’aménagement et de gestion de l'eau (EPAGE) est un établissement public français de coopération des collectivités territoriales (régions, départements, communes et leurs différents types de groupement) constitué en syndicat mixte à l’échelle d’un bassin versant d’un fleuve côtier sujet à des inondations récurrentes ou d’un sous-bassin hydrographique d’un grand fleuve en vue d’assurer, à ce niveau, la prévention des inondations et des submersions marines ainsi que la gestion des cours d'eau non domaniaux.

## Histoire
La loi de modernisation de l'action publique territoriale et d'affirmation des métropoles du 27 janvier 2014 (dite loi MAPTAM) a créé la compétence de gestion des milieux aquatiques et de prévention des inondations (GEMAPI). Cette loi modifie de fait le contexte législatif des établissements publics territoriaux de bassin (EPTB) et crée les établissements publics d’aménagement et de gestion des eaux (EPAGE).
L’article L.213-12 du code de l’environnement a été modifié en conséquence
Le décret n° 2015-1038 du 20 août 2015 est venu apporter des précisions quant à la délimitation des EPTB et EPAGE.
Un nouveau décret du 4 septembre 2019 apporte des précisions complémentaires. En particulier il raccourcit le temps de procédure pour la création des EPTB et EPAGE. Ainsi, les délais de consultation ne pourront pas excéder six mois. Au-delà, le préfet coordonnateur de bassin désigne, par décision motivée, le candidat retenu,.

## Rôle et périmètre
L’EPAGE a vocation à exercer les actions nécessaires à la mise en œuvre de la compétence gestion des milieux aquatiques et de prévention des inondations sur un périmètre hydrographique cohérent. Ce périmètre ne peut comporter d’enclave et doit être d’un seul tenant, et ne pas se superposer avec un autre EPAGE.
Les EPAGE doivent émerger prioritairement (mais pas uniquement) sur les unités hydrauliques incluant un ou des territoires à risques importants d'inondation (TRI), en particulier s’il(s) présente(nt) un système d’endiguement. Ils devront garantir la cohérence en amont et en aval dans leurs actions : s’ils n’ont pas nécessairement vocation à être les porteurs des stratégies locales de gestion du risque inondation (SLGRI), ils devront y contribuer pour ce qui les concerne, sur la base d’une réflexion étendue à l’échelle de l’Unité hydraulique à minima..
Ils ont vocation à couvrir les territoires de Schémas d'aménagement et de gestion des eaux (SAGE) (eaux superficielles), et à garantir à cette échelle le portage des actions de maîtrise d’ouvrage inondation.
Sur le littoral, les EPAGE ont vocation à avoir une approche à une échelle pertinente pour la cohérence de la gestion des aléas fluviaux et maritimes (submersion et trait de côte) .